# Šimljanica
Šimljanica falu Horvátországban Belovár-Bilogora megyében. Közigazgatásilag Berekhez tartozik.

## Fekvése
Belovártól légvonalban 20, közúton 26 km-re délre, községközpontjától 5 km-re délkeletre, a Monoszlói-hegység keleti lejtőin, a Šimljana-patak bal partján fekszik.

## Története
A középkorban ez a vidék Garics várának uradalmához tartozott. A falutól keletre emelkedő hegyen a középkorban templom állt, melyet Szent Jakab apostol tiszteletére szenteltek. A térséget 1544-ben megszállta a török. A mintegy száz évnyi török uralom után az elhagyatott területre a 17. századtól folyamatosan telepítették be a keresztény lakosságot. Šimljanica betelepítése a környező településeknél valamivel később kezdődött. Nevét arról a patakról kapta, amely mellett fekszik. A Horvát határőrvidék részeként a Kőrösi ezredhez tartozott. Lipszky János 1808-ban Budán kiadott repertóriumában „Simlyavicza” néven találjuk.  
Nagy Lajos 1829-ben kiadott művében „Simlyanicza” néven 37 házzal, 224 katolikus vallású lakossal találjuk. A település 1809 és 1813 között francia uralom alatt állt.
A katonai közigazgatás megszüntetése után Magyar Királyságon belül Horvátország része, Belovár-Kőrös vármegye Garesnicai járásának része lett. A településnek 1857-ben 237, 1910-ben 451 lakosa volt. Lakói mezőgazdaságból, állattartásból éltek. 1918-ban az új szerb-horvát-szlovén állam, majd később Jugoszlávia része lett. 1941 és 1945 között a németbarát Független Horvát Államhoz, majd a háború után a szocialista Jugoszláviához tartozott. A háború után a fiatalok elvándorlása miatt lakossága folyamatosan csökkent. 1991-től a független Horvátország része. 1991-ben lakosságának 97%-a horvát nemzetiségű volt. A délszláv háború idején mindvégig horvát kézen maradt. 2011-ben a településnek 120 lakosa volt.

## Lakossága
| Lakosság változása | Lakosság változása | Lakosság változása | Lakosság változása | Lakosság változása | Lakosság változása | Lakosság változása | Lakosság változása | Lakosság változása | Lakosság változása | Lakosság változása | Lakosság változása | Lakosság változása | Lakosság változása | Lakosság változása | Lakosság változása |
| ------------------ | ------------------ | ------------------ | ------------------ | ------------------ | ------------------ | ------------------ | ------------------ | ------------------ | ------------------ | ------------------ | ------------------ | ------------------ | ------------------ | ------------------ | ------------------ |
| 1857               | 1869               | 1880               | 1890               | 1900               | 1910               | 1921               | 1931               | 1948               | 1953               | 1961               | 1971               | 1981               | 1991               | 2001               | 2011               |
| 237                | 231                | 272                | 413                | 511                | 451                | 424                | 444                | 427                | 418                | 365                | 311                | 234                | 182                | 165                | 120                |